# Человек, который сомневается
«Человек, который сомневается» — советский фильм 1963 года режиссёров Леонида Аграновича и Владимира Семакова.

## Сюжет
В маленьком провинциальном городе произошло изнасилование и убийство десятиклассницы. В преступлении обвиняется 20-летний Борис Дуленко, знакомый девушки, которого приговаривают к смертной казни, но он отказывается признавать свою вину. После жалобы адвоката Верховный Суд постановил возвратить уголовное дело на дополнительное расследование. Из Москвы приезжает следователь по особо важным делам Генеральной прокуратуры СССР Лекарев, который шаг за шагом заново изучает дело и выясняет, что в ходе предварительного расследования были допущены грубые нарушения закона: подтасовка фактов, использование против обвиняемого только косвенных доказательств, сокрытие их и свидетельских показаний, получение его «признания» путём посулов и угроз, множество неувязок и недочётов. Виновность обвиняемого вызывает сомнение… Лекарев доказывает, что Дуленко невиновен и находит настоящего преступника.

## В ролях
В главных ролях:
- Георгий Куликов — Михаил Артемьевич Лекарев, следователь по особо важным делам
- Олег Даль — Борис Дуленко, обвиняемый в изнасиловании и убийстве

В остальных ролях:
- Геннадий Фролов — майор Селиванов, начальник угрозыска
- Иветта Киселёва — Евгения Дуленко, мать Бориса
- Дмитрий Масанов — следователь прокуратуры Шомполов
- Фёдор Корчагин — Шпартюк, следователь УВД
- Юрий Волков — отец Бориса
- Борис Кордунов — капитан Масин, начальник Шпартюка
- Евгений Тетерин — Петров, адвокат Дуленко
- Валентина Талызина — Инна, следователь-практикант
- Георгий Склянский — Лёва, следователь-практикант
- Фёдор Чеханков — Игорь, следователь-практикант
- Лариса Виккел — Таня Курилова
- Нина Меньшикова — мать Тани
- Николай Прокопович — Корытин
- Геннадий Юхтин — Никифоров
- Вера Алтайская — заведующая чайной
- Валентина Ананьина — женщина с 19-го километра
- Павел Винник — покупатель часов
- Александр Пелевин — нетрезвый прохожий
- Николай Провоторов — прокурор в суде

## Реальная основа и съёмки
Часть съёмок проводилась в ярославской тюрьме.
В основу сюжета положено реальное уголовное дело об убийстве девушки, совершённом в Иркутске в начале 1950-х годов. Это преступление раскрыл С. В. Мурашов — на тот момент следователь по особо важным делам следственного отдела Главного управления милиции МГБ — МВД СССР, но с ним режиссёры общались мало, больше читая материалы уголовного дела и дополняя его сюжетными линиями.
Главным консультантом фильма был И. С. Галкин — заместитель начальника Следственного управления-начальник отдела по расследованию особо важных дел Генеральной прокуратуры СССР, консультантом фильма — старший следователь районной прокуратуры Москвы Александр Шпеер, затем ставший сосценаристом фильмов Л. Аграновича «Случай из следственной практики» (1968) и «Свой» (1970).

## Критика
Эта картина посвящена советскому следователю, его сложному, полному огромной ответственности благородному труду. Не детективная история, не образ «сыщика-одиночки», а живой, вдумчивый характер глубоко мыслящего, скромного человека, труженика, борца за справедливость стоит в центре картины.— Человек, который справедлив // Советский экран, № 20, 1963

В фильме следователь борется не с преступником, поиски которого ведутся где-то за кадром, а за то, чтобы снять вину с оговорённого парня и вернуть ему веру в жизнь. Именно роль жертвы «неправосудия», пронзительно сыгранная Олегом Далем, стала здесь нервом повествования.— Новейшая история отечественного кино: 1997-2000 / Любовь Аркус. - М.: СЕАНС, 2004. -  523 с. - стр. 199
Фильм получил положительные оценки в профессиональной среде, журнале «Советская юстиция», в частности, как убедительная картина о труде работников органов прокуратуры.